# 뉴욕 교육국

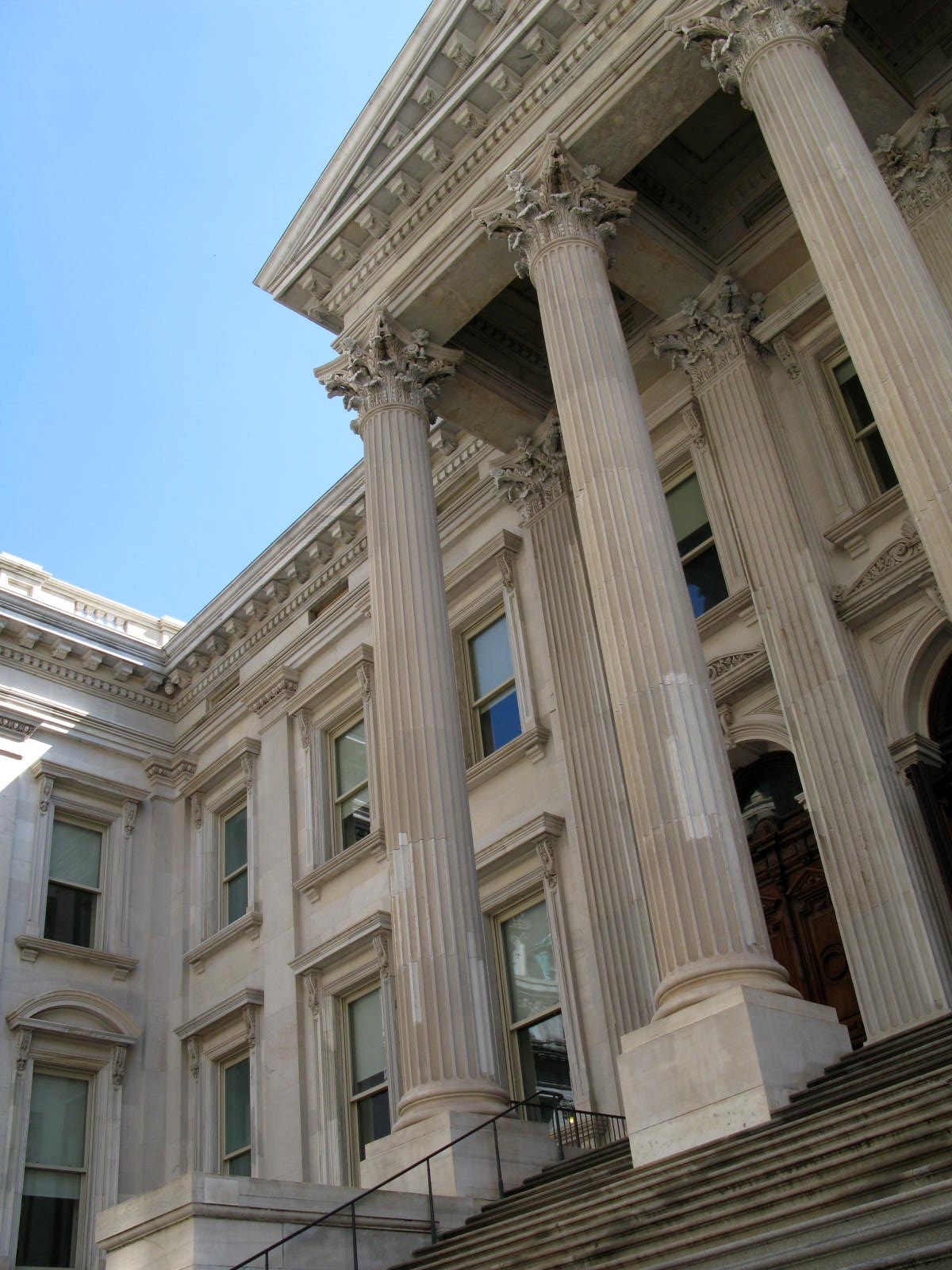
2008년 기준으로 전(前) 트위드 법원이 교육국 본사를 지원하고 있다.

뉴욕 교육국(New York City Department of Education, NYCDOE; 전 이름:뉴욕시 교육위원회, Board of Education of the City of New York)은 도시의 공립 학교 시스템을 관리하는 뉴욕시정(市政)의 한 부서이다. 1,700개 이상의 학교에서 교육 받는 1,100,000명 이상의 학생들이 있는 미국 최대의 학교 시스템이다. 이 부서는 뉴욕시 5개 행정구 전반을 관할한다. 학생 수로는 9개 미국 주 사람들 보다 더 많은 학생이 있다.

## 인구 통계
약 1,100,000 명 이상의 학생들이 뉴욕의 공립학교에 다닌다. 유치원부터 8개 등급에 이르기까지 약 635.000명의 학생들이 있다.
시 공립학교 시스템에 속하는 약 40%의 학생들이 영어 이외의 언어를 구사하는 가정에서 살며 모든 뉴욕 인구의 약 1/3이 다른 나라 출신이다.
시 교육부는 카드, 등록 기입용지, 시스템 경보, 건강 및 정책 발의 문서들을 부모들을 위해 스페인어, 프랑스어, 독일어, 중국어, 일본어, 우르두어, 페르시아어, 힌디어, 러시아어, 벵골어, 아이티어, 한국어, 아랍어로 번역한다.

## 라디오, 텔레비전 방송국
이 부서는 텔레비전 기지국 WNYE-TV를 1967년부터 2007년까지 운영하였다. 현재는 새로운 교육 채널 25가 정보기술·전기통신부(New York City Department of Information Technology and Telecommunications)를 통해 운영되고 있다.

## 같이 보기
- 웨이팅 포 슈퍼맨